# Première Nation de Nipissing

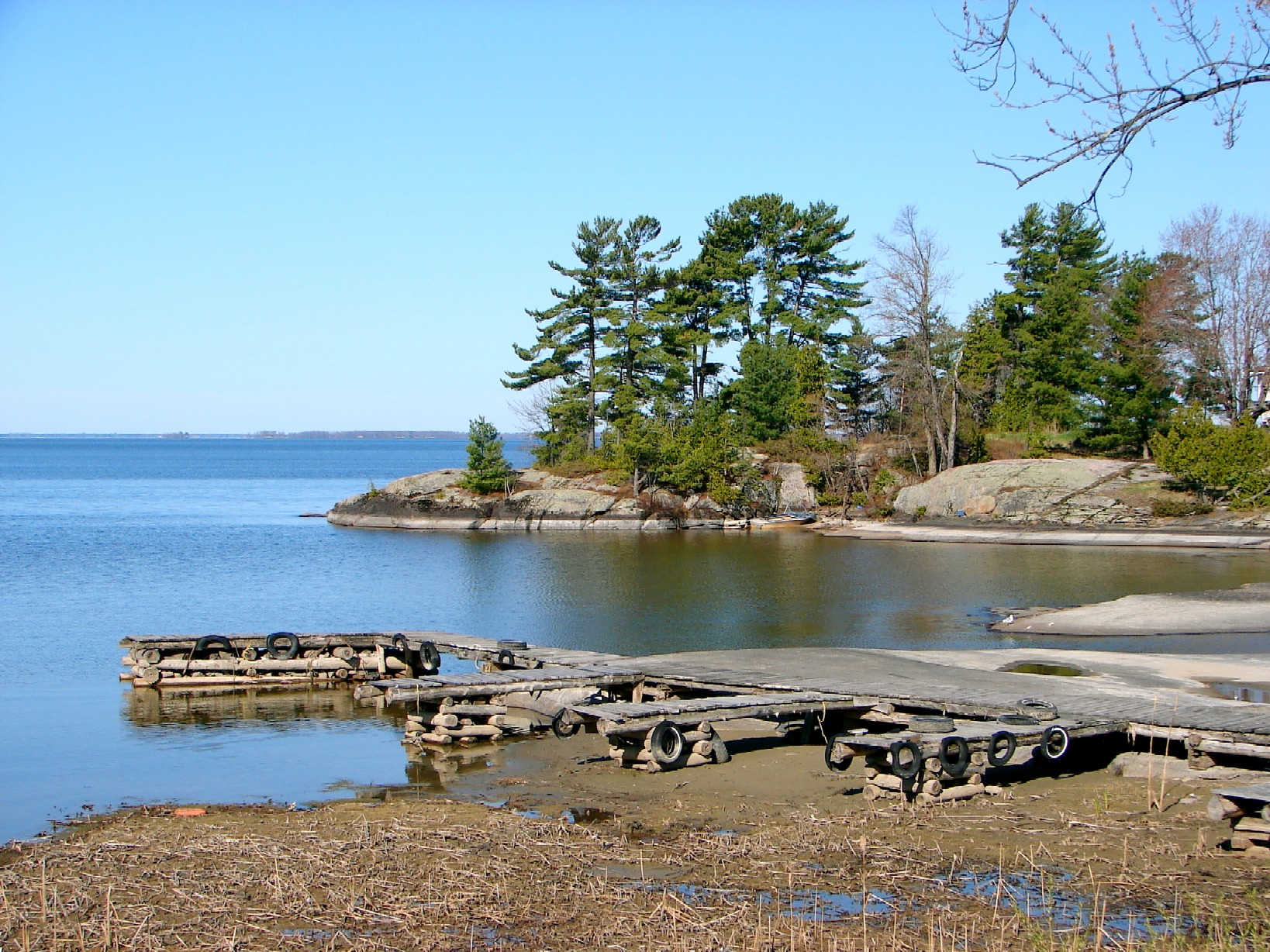
Vue du lac Nipissing.

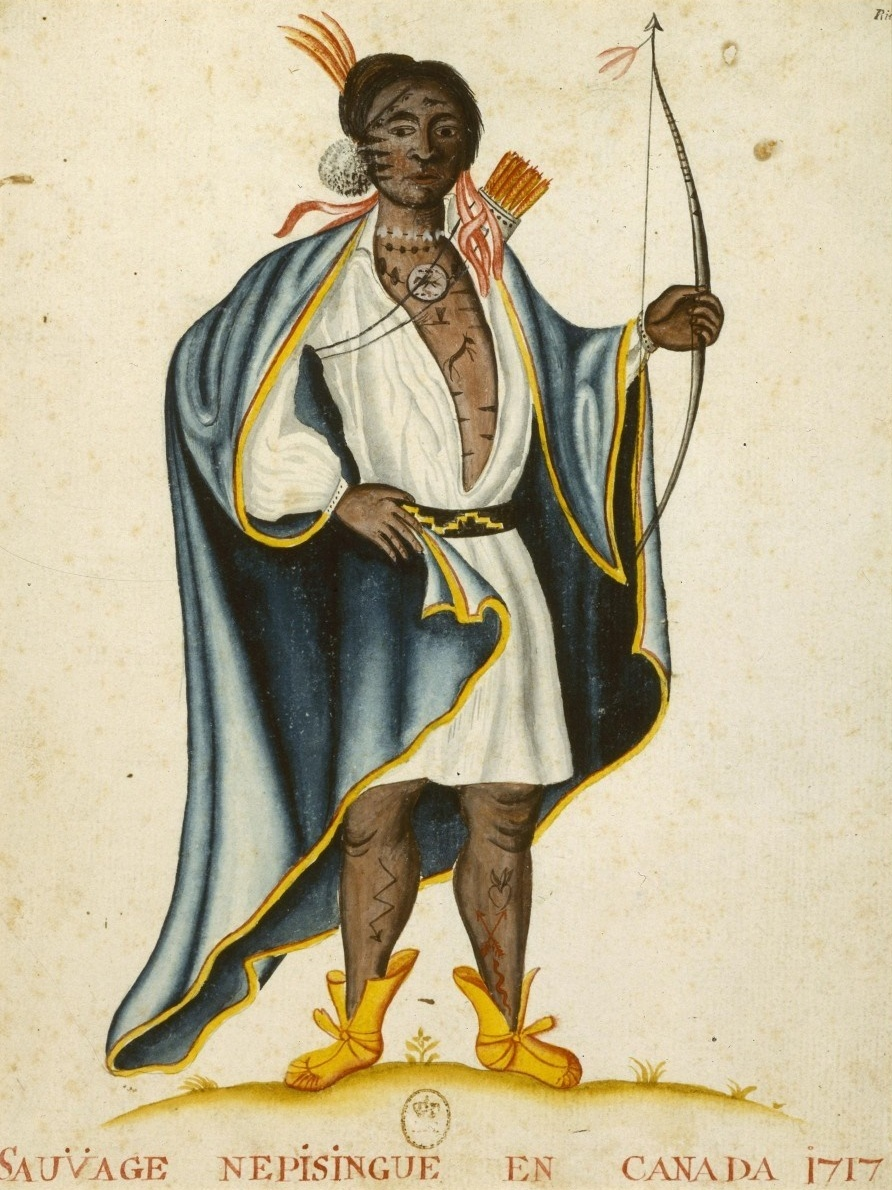
Un Nipissing en 1717 (dessin français anonyme).

La Première Nation de Nipissing est une nation amérindienne descendante des nations ojibwée et algonquine et installée dans la région du lac Nipissing, en Ontario au Canada.
Les Nipissings sont généralement considérés comme faisant partie de la nation anichinabée.

## Géographie
Le lac Nipissing a été longtemps à la croisée des chemins du commerce de la fourrure. À l'ouest, les routes du commerce s'étendaient aussi loin que le lac Nipigon et jusqu'à la Baie James. À l'est, leur réseau allait jusqu'à l'actuelle ville de Québec. 
Les moyens de subsistance des Nipissing venaient de la chasse, de la pêche et de la cueillette. Le commerce leur a probablement permis de compléter leur alimentation avec du maïs, des haricots et des courges, cultivés par de nombreuses nations.
Aujourd'hui, la Première Nation de Nipissing est située entre les villes de North Bay et de Nipissing Ouest dans le nord-est de l'Ontario. La plupart des membres résident sur la réserve no 10 de Nipissing.

## Histoire

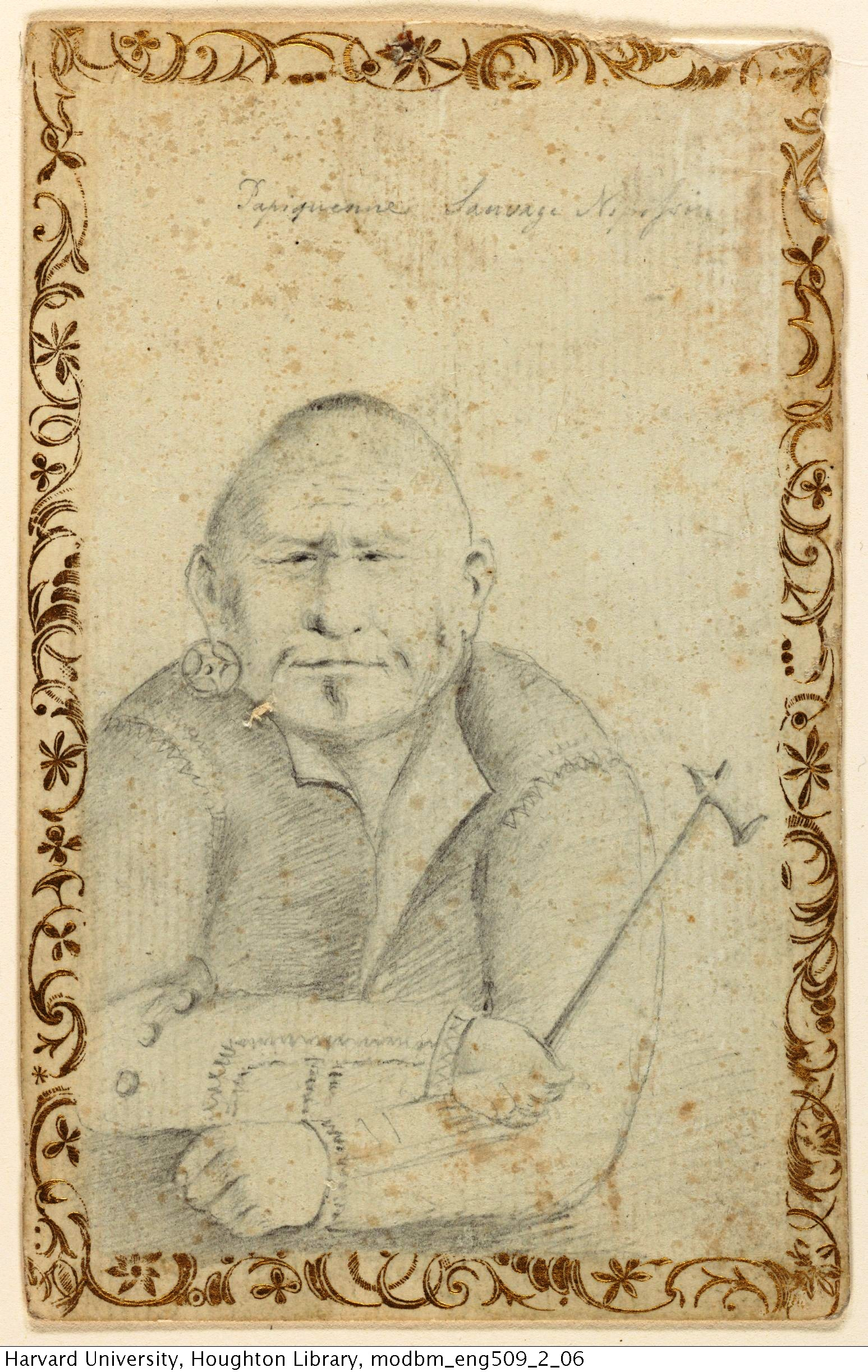
Esquisse d'un Nipissing au XVIIIe siècle par Henry Hamilton.

Les Nipissing contrôlaient les routes commerciales de plus en plus fréquentées durant la période coloniale française pour l'exportation de fourrures en Europe. En 1647, les Nipissings regroupés autour du lac Nipigon continuent d'utiliser leurs routes commerciales malgré les risques de conflit avec les autres nations. Le missionnaire Claude-Jean Allouez visite les Nipissings au lac Nipigon en 1667, mais en 1671, il indique que les Nipissings étaient retournés au lac Nipissing. Certains des Nipissings choisissent de s'installer dans les missions à Trois-Rivières et à Oka au Québec,.
Le réputé chef cherokee Attacullaculla (mort en 1775) est né à Nipissing. Il est capturé enfant quand les Cherokees attaquent sa communauté et tuent ses parents. 
Au début du XIXe siècle, des Européens, des Canadiens et des Métis trappent dans la zone du lac Nipissing, plutôt que de commercer avec les nations autochtones, ce qui affecte les ressources et le commerce des Nipissings. En 1850, la nation signe le Traité Robinson avec les Britanniques afin de consolider leur territoire autour du lac Nipissing.

## Réserve
La réserve n° 10 Nipissing est installée sur la rive nord du lac Nipissing. Les 21 007,3 hectares de la réserve sont situées à l'ouest de North Bay et à l'est de Nipissing Ouest.
La réserve comprend les communautés de Beaucage, Jocko Point, Yellek, Duchesnay, et de Garden Village. Garden Village est accessible via Sturgeon Falls. 

## Société
Traditionnellement, la nation de Nipissing est structurée autour de familles et de clans (ou doodems). Les cinq doodems sont : le Sang (Miskwaa aa, enregistré comme Miskouaha), Écorce de bouleau (Wiigwaas), Héron (Ashagi, enregistré comme Outchougai), Castor (Amikwaa, enregistré comme Amicois ou Nez Percez), et Écureuil (Asanagoo). 
Chaque clan est divisé selon les lignées familiales composées d'une trentaine de personnes. Le patriarche dirigeait habituellement la famille. Ces meneurs se réunissaient en conseil pour décider des règles générales de la communauté Nipissing.
Les Nipissings sont un peuple spirituel ayant développé des rites funéraires. Ils recourent en général à la médecine traditionnelle. 

## Démographie
Selon le recensement du Canada de 2011, la population des Nipissings est de 1 450 personnes.

## Gouvernance
Un chef, un sous-chef et six conseillers sont élus pour diriger la nation.

## Personnalités nipissings
- Wayne Keon, né en 1946, poète et nouvelliste.
- Dan Frawley, né en 1962, joueur de hockey et capitaine des Penguins de Pittsburgh en 1987.
- Ian Campeau, musicien du groupe A Tribe Called Red.